# Abdelkarim Hassan
Abdelkarim Hassan Al Haj Fadlalla (Arabisch: عبد الكريم حسن; Doha, 28 augustus 1993) is een Qatarees professionele voetballer, die als linksback speelt voor de Koeweitse Premier League-club Al Jahra en het Qatarees nationale team.
In 2018 werd Hassan verkozen tot 'Aziatisch Voetballer van het Jaar' door de Aziatische voetbalbond.

## Clubcarrière
Abdelkarim Hassan studeerde in 2011 af van de Aspire Academy, een Qatarese topsportacademie, waar hij voetbal met zijn studie combineerde. Tijdens deze periode speelde hij ook in de jeugdopleiding van Al-Sadd.
Voor diezelfde club maakte hij op 12 februari 2011 zijn debuut in een wedstrijd voor de AFC Champions League, wat hem met 17 jaar de jongste speler maakt die ooit debuteerde in dit toernooi. Al-Sadd won datzelfde seizoen de AFC Champions League. Later dat jaar maakte hij ook zijn debuut in de Qatar Stars League, en hij groeide in 2012 uit tot een vaste waarde in het team. Aan het einde van het seizoen 2012-13 werd Hassan verkozen tot 'Beste Jonge Speler van het Jaar' in de Qatarese competitie. Tussen 2011 en 2017 won hij met de club eenmaal het landskampioenschap, de AFC Champions League en vier keer de Qatarese voetbalbeker.
In juni 2017 werd bekend dat Hassan op huurbasis de overstap maakte naar de Belgische eersteklasser KAS Eupen. Hier speelde hij vanaf de start van het seizoen, maar na 11 wedstrijden in het team keerde hij begin 2018 terug naar Qatar.
In de daaropvolgende seizoenen werd Hassan opnieuw een vaste kracht bij Al-Sadd, dat tussen 2019 en 2022 driemaal landskampioen werd in Qatar. In 2019 speelde hij ook mee tijdens het Wereldkampioenschap voetbal voor clubs, waar hij zowel scoorde tegen Hienghène Sport en CF Monterrey. Al-Sadd eindigde op een vijfde plaats op dit toernooi.
Op 21 december 2022 werd door het bestuur van Al-Sadd bekend gemaakt dat Hassan permanent uit de selectie werd gezet. Volgens de club kwam dit doordat de visie van Hassan en de club omtrent de doelen en aspiraties in de nabije toekomst niet meer overeen kwamen. Volgend op dit besluit werd in januari 2023 bekend dat Hassan de overstap had gemaakt naar de Kuwaitse club Al Jahra.

## Interlandcarrière
Abdelkarim maakte op 18 november 2010 als 17-jarige zijn debuut voor het nationale elftal van Qatar tijdens een oefeninterland tegen Haïti.
Toen hij werd opgeroepen voor het Aziatisch kampioenschap in 2011 was hij met 17 jaar en 123 dagen de jongste speler op het toernooi, maar kwam uiteindelijk niet tot een wedstrijd. In de kwalificatiewedstrijd tegen Maleisië voor het Aziatisch kampioenschap in 2015 scoorde hij Qatar's enige doelpunt, waarmee het land zich van deelname aan het toernooi verzekerde. Hoewel zijn team al hun wedstrijden in de groepsfase van het eindtoernooi verloor, werd hij geprezen als een van de sterren van het toernooi.
In 2019 maakte hij deel uit van het Qatarees elftal dat het Aziatisch kampioenschap wist te winnen. De kwartfinale uitgezonderd speelde Hassan op dit toernooi alle wedstrijden.
Op 30 maart 2021 speelde hij zijn 100e wedstrijd voor Qatar in een 1-1 vriendschappelijke wedstrijd tegen Ierland.
Hassan maakte deel uit van de Qatarese selectie dat voor het eerste deelnam aan het WK in 2022 dat in eigen land georganiseerd werd. Hij speelde als basisspeler in alle groepswedstrijden van dit toernooi.

## Erelijst

### Club

#### Al-Sadd
- Kampioen Qatar Stars League: 2012–13, 2018–19, 2020–21, 2021-22
- Winnaar Emir of Qatar Cup: 2014, 2015, 2017, 2020, 2021
- Winnaar Qatar Cup: 2017, 2020, 2021
- Winnaar Sheikh Jassim Cup: 2014, 2019
- Winnaar Qatari Stars Cup: 2019-20
- Winnaar AFC Champions League: 2011
- Derde plaats FIFA Club World Cup: 2011

### Land
- Winnaar AFC Asian Cup: 2019
- Winnaar Arabian Gulf Cup: 2014

### Individueel
- AFC's Aziatisch Voetballer van het Jaar: 2018
- AFC Asian Cup's 'Team van het Toernooi': 2019